# Antirevolutionair
Een antirevolutionair is iemand die tegen revolutie en opstand is als middel tot regimetransitie.
In de 19e eeuw en het begin van de 20e eeuw werden politici zo genoemd die zich verzetten tegen de beginselen van de Franse Revolutie, met name tegen de volkssoevereiniteit en die daar tegenover de godssoevereiniteit plaatsten. De antirevolutionairen erkenden overigens wel dat de Revolutie ook nuttige gevolgen gehad had en voortgekomen was uit gerechtvaardigde kritiek op de toestanden ervoor, onder het ancien régime. Ze waren dus niet contra-revolutionair' of tegen alle verandering, maar vonden het beter verandering geleidelijk door te voeren, niet schoksgewijs.
Een bekende voorman was de toenmalige politicus en historicus Guillaume Groen van Prinsterer.

## Nederland

### Beginselen
Er was sprake van een stroming en niet van een partij, al werden plaatselijk kiesverenigingen opgericht. Uiteenlopende groepen en personen rekenden zich tot de antirevolutionairen, hoewel die vaak door Groen van Prinsterer zelf niet als zodanig werden beschouwd. Er was enige tijd sprake van Groenianen en Zuylianen, naar hun leider Julius van Zuylen van Nijevelt. Groen van Prinsterer deelde de Zuylianen in bij de conservatieven.
Onder invloed van de strijd voor financiële gelijkstelling van bijzonder en openbaar onderwijs en tegen de Wet op het lager onderwijs in 1878 (Anti-Schoolwetverbond) kwam het in 1879 tot een landelijke partijorganisatie, de Anti-Revolutionaire Partij. Deze is opgericht door de politicus, theoloog en journalist Abraham Kuyper.
Het beginsel dat de overheid een goddelijke instelling was, betekende voor de antirevolutionairen dat de overheid ook christelijk moest zijn. Zij diende te regeren volgens bijbelse normen. In 1840, na de afscheiding van de katholieke Belgen, wilde Groen van Prinsterer dat in de Grondwet werd opgenomen dat de koning tot de Hervormde kerk moest behoren. Lange tijd verzette hij zich ook tegen tegemoetkomingen aan de katholieken, maar later zag hij in hen juist bondgenoten.
Als uitvloeisel van het christelijke karakter van de staat moesten ook de lagere scholen christelijk zijn. Alleen als aanvulling dienden er openbare (neutrale) scholen te komen. Toen bleek dat dit ideaal niet haalbaar was, pleitte Groen van Prinsterer voor openbare gezindtescholen: de overheid moest voor iedere godsdienst openbare scholen oprichten.
Groen van Prinsterer kwam in 1857 in conflict met zijn geestverwant minister Van der Brugghen, toen deze een Schoolwet tot stand bracht waarin sprake was van overheidssteun aan openbare scholen die leerlingen slechts christelijke deugden zouden bijbrengen. Daarnaast konden er op grond van de Schoolwet (ongesubsidieerde) bijzondere scholen worden opgericht; en ook daar was Groen van Prinsterer tegen.
Na de Grondwetsherziening van 1848 vonden Groen van Prinsterer en zijn medestanders dat de rechten van de vorst moesten worden verdedigd. De antirevolutionairen keerden zich niet alleen tegen de liberalen, maar ook tegen de conservatieven, al waren er in de praktijk (met name wat stemgedrag betreft) veel overeenkomsten.
De antirevolutionairen rond Groen van Prinsterer waren, anders dan de conservatieven, wel vóór uitbreiding van het kiesrecht door verlaging van de census (de hoogte van de belasting om kiezer te worden).
De antirevolutionairen behoorden tot de orthodoxe stroming in de Hervormde Kerk en tot de Afgescheidenen (Christelijk-gereformeerden).

### Parlementaire stroming
Groen van Prinsterer werd in 1840 als eerste antirevolutionair in de Tweede Kamer gekozen toen die in dubbele samenstelling moest beslissen over Grondwetsherziening. Hij keerde zich tegen het bestaan van de Eerste Kamer, omdat hij de noodzaak daarvan niet zag ('een mislukte kopie naar Engels voorbeeld').
In 1848 werden naast Groen van Prinsterer nog enkele antirevolutionairen gekozen, dat hun aantal klein was, vond hij geen probleem. Niet de vraag of iets een meerderheid had, maar de 'autoriteit' van opvattingen moest doorslaggevend zijn. Zijn stelling was dan ook: "in ons isolement ligt onze kracht". Groen van Prinsterer zelf beschouwde zich niet als staatsman, maar als evangeliebelijder.
In 1851 werd in Amsterdam de AR-kiesvereniging 'Nederland en Oranje' opgericht, en later volgden andere plaatsen. Tot een landelijke organisatie kwam het echter nog niet.
Pas na de dood van Groen van Prinsterer in 1876 en de komst van een nieuwe voorman, Abraham Kuyper, werd een nieuwe weg ingeslagen. Daarbij was de Wet op het lager onderwijs in 1878 van groot belang. Die wet zou zeer nadelig zijn voor het bijzonder onderwijs omdat zij geen subsidie kregen, en er kwam van protestantse en katholieke zijde veel verzet tegen.
Het protestantse verzet werd geleid door het Anti-Schoolwetverbond, dat al in 1872 was opgericht uit onvrede over de Schoolwet van 1857. Het verbond organiseerde een petitionnement en de organisatie daarvan werd de basis van een politieke partij, de Anti-Revolutionaire Partij (ARP), die in 1879 werd opgericht.

### Politieke partij
Kuyper was de grote organisator van die partij, en hij stelde ook het programma op ('Ons Program'). Kuyper ging zich ook richten op het gewone kiezersvolk ('de kleyne luyden'): orthodox-protestantse middenstanders, boeren en werklieden. Tot dan toe kwamen de antirevolutionairen vooral uit de kring van adel en patriciaat.
Mede onder invloed van de strijd voor financiële gelijkstelling van openbaar en bijzonder onderwijs werd een politiek verbond gesloten met de katholieken, van wie Schaepman de - overigens in eigen kring nog zeer omstreden - voorman was.
Nadat de antirevolutionairen zich politiek georganiseerd hadden, steeg hun aantal Kamerleden. Die groei zette zich na 1888 versterkt door vanwege de uitbreiding van het kiesrecht. In 1888 haalde 'rechts' (ARP en katholieken) een meerderheid en vormden zij een kabinet, het kabinet-Mackay.

### Persoonlijkheden
Naast Groen van Prinsterer waren er nog enkele antirevolutionairen die een belangrijke rol in de Nederlandse politiek van de 19e eeuw speelden. Het Kamerlid Æneas baron Mackay werd in 1862 door het kabinet-Thorbecke II als vicepresident van de Raad van State benoemd. In die functie was hij zeer invloedrijk, en speelde hij een belangrijke rol bij kabinetsformaties.
In 1866 maakte een nieuwgekozen Kamerlid, Levinus Wilhelmus Christiaan Keuchenius, direct naam, doordat een door hem ingediend motie tot een kabinetscrisis leidde. Minister Mijer van Koloniën, die bij de formatie een belangrijke rol had gespeeld, werd al na enige maanden tot Gouverneur-Generaal van Nederlands-Indië benoemd. Die handelwijze werd door de meerderheid van de Tweede Kamer afgekeurd.
Na 1879 kwam, na een tijdelijk vertrek van Kuyper uit de politiek in 1877, een nieuwe leider naar voren: Alexander de Savornin Lohman. Ook een van de voormannen van het Anti-Schoolwetverbond, Pieter Jacob Elout van Soeterwoude, behoorde tot de leidende figuren van de nieuwe ARP.
Æneas Mackay jr., neef en naamgenoot van de eerder genoemde Mackay, leidde in 1888 het eerste coalitiekabinet. Hij was voordien ook al Voorzitter van de Tweede Kamer geweest.

### Afsplitsing
In 1894 ontstond er een breuk in de ARP-Kamerfractie vanwege een geschil over de uitbreiding van het kiesrecht. Een groep Kamerleden onder leiding van Kuyper was daar vóór; een door Lohman geleide groep was tegen. De fractie-Lohman vormde in 1898 een eigen partij, de Vrij-Antirevolutionaire Partij.
Lohman en zijn medestanders vonden ook dat Kamerleden vrijheid moesten hebben een eigen standpunt in te nemen. Een strakke leiding, zoals Kuyper voorstond, wezen zij af.

### Electoraat
In de periode 1840-1860 hadden de antirevolutionairen vooral aanhang onder aristocratische protestanten. Veel van deze adellijke lieden groepeerden zich rond de 'Réveil-beweging' in de Nederlandse Hervormde Kerk, een beweging die zich keerde tegen de moderne, vrijzinnige stroming in die kerk.
De orthodoxe christelijk-afgescheidenen die in 1834 de Hervormde Kerk hadden verlaten, sympathiseerden ook met de antirevolutionairen, maar velen van hen hadden nog niet het kiesrecht. Pas onder Kuyper ging de antirevolutionaire stroming zich meer richten op deze 'kleine luyden'.
Er waren tot 1880 enkele kiesdistricten waar de antirevolutionairen regelmatig zetels behaalden. Dat waren onder meer districten op het Utrechtse en Gelderse platteland en enkele districten in Zeeland en in delen van Overijssel. Het nieuw gevormde district Hilversum had steeds een antirevolutionaire afgevaardigde.
Na 1880 groeide de aanhang en werden onder andere ook zetels veroverd in Friesland en op het Zuid-Hollandse platteland (omgeving Gouda en Leiden).
De antirevolutionairen behaalden nooit zetels in Amsterdam en Rotterdam, en evenmin in Groningen, Drenthe en Limburg. In Noord-Brabant werd alleen in 1884 in het district Zevenbergen een AR-afgevaardigde gekozen. Dat district omvatte het grotendeels protestantse Land van Heusden en Altena.
Na 1892 behoorde ruim 80% van het electoraat van de Anti-Revolutionaire Partij tot de (door Kuyper opgerichte) Gereformeerde Kerken in Nederland, 10% tot de rechtervleugel van de Nederlandse Hervormde Kerk (na 1906 de Gereformeerde Bond) en het overige deel was (overwegend) christelijk-gereformeerd of midden-orthodox Nederlands-hervormd.

## België
België kent een traditie van antirevolutionaire geschiedschrijving. Deze beschrijft de Franse tijd (1794-1815) niet als een bevrijding van het ancien régime, maar als een wrede bezetting, gedurende welke de kunstschatten van het land geroofd werden en de bevolking door zware belastingen en conscriptie gedwongen werd de Franse oorlogen te betalen. Het boek van Hendrik Conscience over De Boerenkrijg (1855) is er een voorbeeld van. De Boerenkrijg is dan geen katholieke, conservatieve reactie, maar een bevrijdingsbeweging. Aan Vlaamse kant komt daar nog de verontwaardiging bij over de Franse pogingen om het Nederlands uit te bannen. De vraag is of de Fransgezinden gecollaboreerd hebben met een verwerpelijke bezetting.
Franstalige antirevolutionaire schrijvers, zoals Godefroid Kurth (Le bilan de la Révolution française, 1889) maken daarom vaak het onderscheid tussen de beginselen en het handelen van de Franse staat. Zij verwerpen de Verklaring van de Rechten van de Mens en de Burger niet maar wijzen op de tegenstelling tussen deze plechtige principes en het gewelddadig opleggen ervan.